# Жёлтая опасность

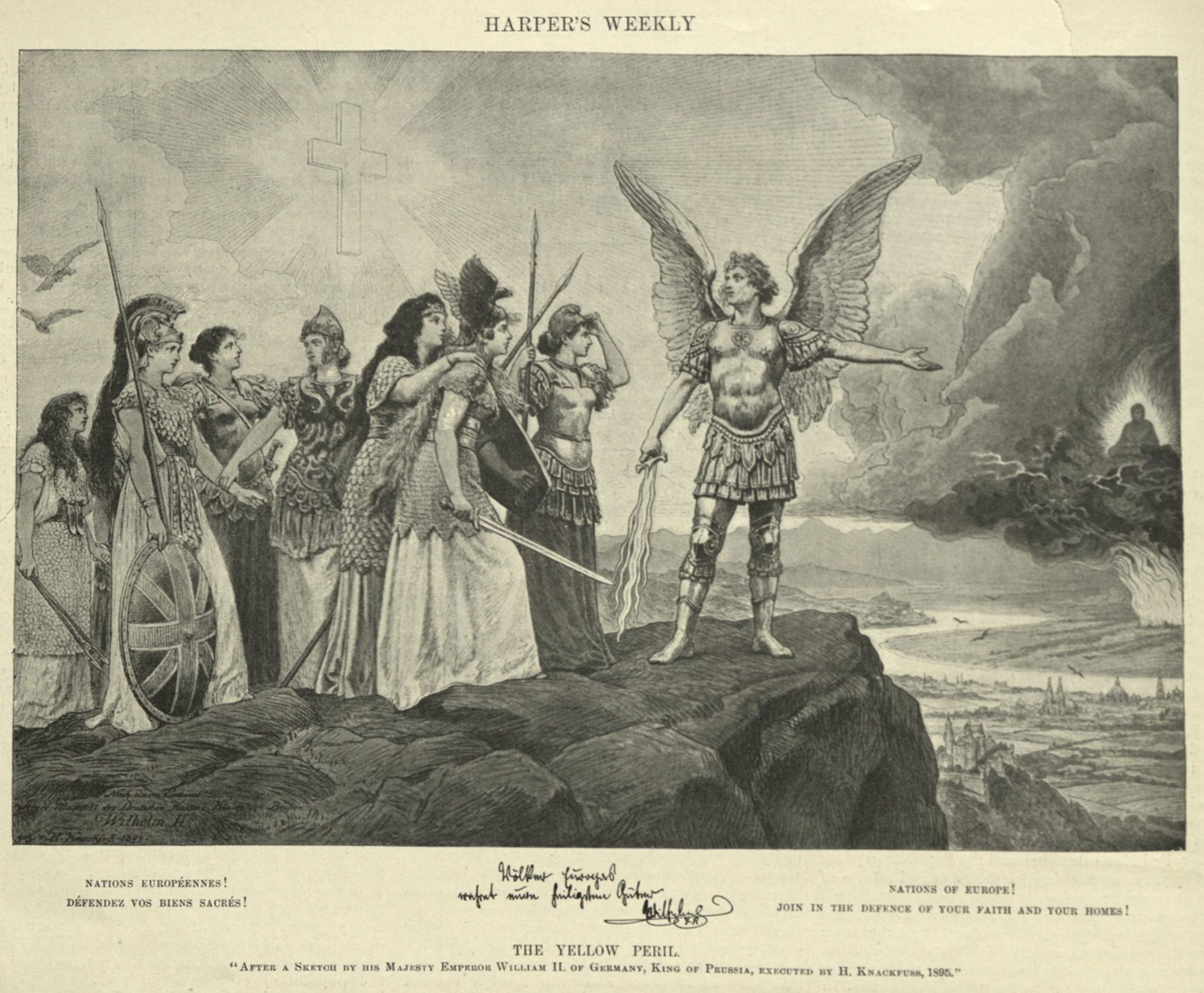
Народы Европы, охраняйте свои священные блага. Рисунок Германа Кнакфуса по эскизу кайзера Вильгельма II, 1895. Гравюра, предупреждающая об «азиатской угрозе»

«Жёлтая опасность» (англ. Yellow peril) — расистская метафора, изображающая народы «жёлтой» монголоидной расы Восточной или Юго-Восточной Азии в качестве экзистенциальной угрозы «белой» европеоидной расе и её народам.

## История

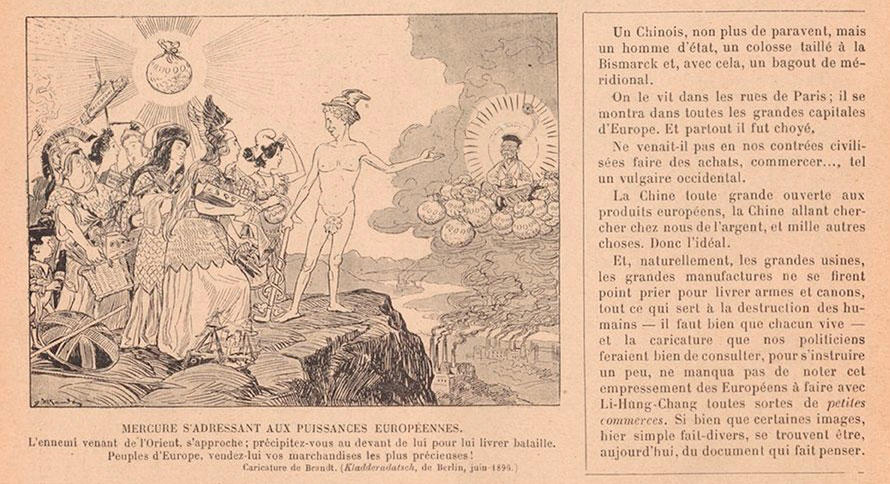
Меркурий обращается к европейским державам. Кладдерадатч, Берлин, июнь 1895 года. Художник: Брандт

Французский публицист Поль Леруа-Больё (1843—1916) был первым, кто выразил свои опасения по поводу «пробуждения Востока» — усиления таких стран, как Китай, и особенно Японии. Зародившись во Франции, термин, однако, получил наибольшее распространение в империалистических кругах таких государств, как Германия, Британская империя, США, и которые имели самые разнообразные интересы на Востоке. Впоследствии это выражение часто повторял германский император Вильгельм II, благодаря которому оно и вошло в общественно-политическую лексику европейских стран и приобрело ксенофобский, джингоистский оттенок.
Русский религиозный философ Владимир Соловьёв связывал приближение апокалипсиса с «восточной опасностью», «жёлтой угрозой» — грядущим, по его мнению, вторжением японо-китайско-тибетской орды в Россию и Европу. В 1894 году он написал известное стихотворение «Панмонголизм».
В конце XIX — начале XX века народы Дальнего Востока стали рассматриваться в контексте расовых теорий как «жёлтые», противостоящие «белым».
Историк Виктор Дятлов отмечает, что в начале XX века «жёлтая опасность» была одной из двух «великих ксенофобий» вместе с теорией еврейского заговора. При этом две эти фобии могли сливаться в одну теорию мирового заговора. Так, ультраправый российский политик Владимир Пуришкевич заявлял, что евреи сознательно саботируют борьбу с надвигающейся «жёлтой опасностью», дабы подорвать мощь России, а Михаил Меньшиков заявлял, что евреев и китайцев объединяет «экономический паразитизм» и «древнее притязание Азии владеть нами».
В настоящее время этот термин стал снова использоваться в связи с развитием «азиатских тигров» и, прежде всего, Китайской Народной Республики.